# دیپن‌فین
دیپن‌فین (به هلندی: Diepenveen) یک منطقهٔ مسکونی در هلند است که در دیفنتر واقع شده‌است. دیپن‌فین ۱۰٫۰۰۰ نفر جمعیت دارد.